# 徐鍾鎮
徐 鍾鎮（ソ・ジョンジン、朝鮮語: 서종진）は、朝鮮民主主義人民共和国の政治家。建設建材工業相、朝鮮労働党中央委員会委員。

## 経歴
朝鮮労働党第8回党大会以前の経歴は不明である。2021年1月5日から開催された朝鮮労働党第8次大会で朝鮮労働党中央委員会委員候補に選出され、1月17日に開催された最高人民会議第14期第4回会議で建設建材工業相に任命された。同年2月10日に開かれた朝鮮労働党中央委員会第8期第2回総会第3日会議の建設分科協議会を指導し、討議に熱中した。同年12月27日から開催された朝鮮労働党中央委員会第8期第4回総会で党中央委員に補欠選挙された。